# Соево
Соево — деревня в Ядровской волости Псковского района Псковской области.
Расположена на правом берегу реки Кебь, южнее линии железной дороги Псков — Порхов — Дно, в 9 км к востоку от псковского микрорайона Кресты.
1. ↑  Численность населения населённых пунктов Псковской области по данным Всероссийской переписи населения 2010 года